# Koko (gorilla)
Hanabi-ko, soprannominata Koko (San Francisco, 4 luglio 1971 – Woodside, 19 giugno 2018), è stata una femmina di gorilla di pianura occidentale (Gorilla gorilla gorilla) nota per aver appreso un gran numero di segni da una versione modificata della lingua dei segni americana (ASL).
Koko è nata allo Zoo di San Francisco e ha vissuto la maggior parte della sua vita a Woodside, in California, presso la riserva della "Gorilla Foundation" nelle montagne di Santa Cruz. Il nome "Hanabi-ko" (花火 子), letteralmente "bambino dei fuochi d'artificio", è di origine giapponese ed è un riferimento alla sua data di nascita, il 4 luglio. Koko ha, inoltre, attirato l'attenzione del pubblico per il fatto di aver adottato un gattino come animale domestico e di avergli dato un nome.
La sua istruttrice e badante, Francine Patterson, ha riferito che Koko è stata in grado di comprendere più di 1 000 segni di ciò che Patterson chiama "lingua dei segni dei gorilla" (GSL). Contrariamente ad altri esperimenti che tentano di insegnare il linguaggio dei segni ai primati non umani, Patterson espone simultaneamente Koko all'inglese parlato fin dalla tenera età. È stato riferito che Koko comprendeva circa 2000 parole di inglese parlato, oltre ai segni. La vita e il processo di apprendimento di Koko sono stati descritti da Patterson e da vari collaboratori in numerosi libri, articoli scientifici e su un sito web.
Come per altri esperimenti linguistici, la misura in cui Koko ha padroneggiato e dimostrato il linguaggio attraverso l'uso di questi segni è contestata. È generalmente accettato che non ha usato la sintassi o la grammatica e che il suo uso del linguaggio non ha superato quello di un giovane bambino umano. Tuttavia, ha ottenuto un punteggio compreso tra 70 e 90 su varie scale del QI e alcuni esperti, tra cui Mary Lee Jensvold, affermano che "Koko... [usava] la lingua nello stesso modo in cui lo fanno le persone".

## Biografia

### Nascita e infanzia
Koko è nata il 4 luglio 1971 nello Zoo di San Francisco da Jacqueline, sua madre, e Bwana, suo padre. Koko era il 50° gorilla nato in cattività e uno dei primi gorilla nato in cattività ad essere stato accettato dalla madre. Koko rimase con sua madre fino all'età di un anno, quando fu portata all'ospedale dello zoo per essere curata da una malattia che mise in pericolo la sua vita.
Francine Patterson originariamente si prendeva cura di Koko allo Zoo di San Francisco come parte della sua ricerca di dottorato dopo che Koko ebbe sviluppato quella malattia pericolosa per la vita. Koko è stata prestata a Patterson e successivamente è rimasta con lei, con il supporto della "Gorilla Foundation".

### Vita a Woodside
Dopo che la ricerca di Patterson con Koko fu completata all'Università di Stanford, la gorilla si trasferì in una riserva a Woodside, in California. Alla riserva, Koko visse con un altro gorilla, Michael, che imparò con lei il linguaggio dei segni, ma morì nel 2000. Visse poi con un altro gorilla maschio, Ndume, fino alla sua morte.
Alla riserva, Koko ha incontrato e interagito con una grande varietà di celebrità, tra cui: Robin Williams, Fred Rogers, Betty White, William Shatner, Flea, Leonardo DiCaprio, Peter Gabriel e Sting.
Il peso di Koko di 127 kg era più alto di quanto sarebbe normale per un gorilla in natura, dove il peso medio è di circa 70–90 kg, ma la fondazione affermava che Koko "è, come sua madre, una gorilla di stazza più grande".
È stato segnalato che Koko avesse una fissazione con i capezzoli umani, sia maschili che femminili, e diverse persone hanno dichiarato che Koko abbia chiesto loro di vedere i loro capezzoli. Nel 2005, tre membri del personale della "Gorilla Foundation", dove risiedeva Koko, hanno intentato cause legali contro l'organizzazione, sostenendo di essere stati spinti a mostrare i propri capezzoli a Koko dal direttore esecutivo dell'organizzazione. Le cause sono state risolte in via extragiudiziale. L'esperta di gorilla Kristen Lukas ha affermato che non è noto che altri gorilla abbiano avuto una simile fissazione per il capezzolo.

### Morte
Koko è morta nel sonno durante la mattina del 19 giugno 2018, nella riserva della "Gorilla Foundation" a Woodside, in California, all'età di quasi 47 anni; ivi è stata sepolta. La "Gorilla Foundation" ha rilasciato una dichiarazione in cui s'afferma che "Koko ha toccato le vite di milioni di persone come ambasciatrice di tutti i gorilla ed è un'icona per la comunicazione interspecie e l'empatia. Era amata e ci mancherà profondamente" ("Koko touched the lives of millions as an ambassador for all gorillas and an icon for interspecies communication and empathy. She was beloved and will be deeply missed."). Anche se Koko aveva 46 anni quando morì, ben oltre l'aspettativa di vita media di un gorilla (30-40 anni), la sua morte prese di sorpresa i membri dello staff della "Gorilla Foundation".

## Utilizzo del linguaggio
Patterson ha riferito che l'uso dei segni di Koko indica che ha padroneggiato l'uso del linguaggio dei segni. L'addestramento di Koko è iniziato all'età di un anno e, secondo Patterson, è stata in grado di utilizzare più di 1 000 segni, tra cui fare il gesto del dito medio alla gente.
Patterson ha riferito che Koko ha fatto diversi usi complessi di segni che suggerivano un grado di cognizione più sviluppato di quello solitamente attribuito ai primati non umani e al loro uso della comunicazione. All'età di 19 anni, Koko è stata in grado di superare il test dello specchio dell'auto-riconoscimento, che fallisce sulla maggior parte degli altri gorilla. Era stato segnalato che trasmetteva ricordi personali. È stato riferito che Koko utilizzava il metalinguaggio, essendo in grado di usare il linguaggio in modo riflessivo per parlare del linguaggio stesso, dicendo "buon segno" a un altro gorilla che ha utilizzato con successo la comunicazione a segni. È stato riportato che Koko usava il linguaggio in modo ingannevole e usava affermazioni per effetti umoristici.
Patterson ha riferito di aver documentato che Koko ha inventato nuovi segni per comunicare pensieri nuovi. Ad esempio, ha affermato che nessuno ha insegnato a Koko la parola per "anello", ma per riferirsi a esso, Koko ha combinato le parole "dito" e "braccialetto", quindi "braccialetto delle dita".
Le critiche di alcuni scienziati si basano sul fatto che, mentre le pubblicazioni sono apparse spesso sulla stampa popolare, le pubblicazioni scientifiche con dati sostanziali erano in numero minore. Altri ricercatori hanno sostenuto che Koko non ha capito il significato di ciò che stava facendo e ha imparato a completare i segni semplicemente perché i ricercatori l'hanno premiata per farlo (indicando che le sue azioni erano il prodotto del condizionamento operante). Un'altra preoccupazione che è stata sollevata riguardo alla capacità di Koko di esprimere pensieri coerenti attraverso i segni è che l'interpretazione della conversazione del gorilla è stata lasciata al conduttore, che può aver visto le improbabili concatenazioni dei segni come significative. Ad esempio, quando Koko ha fatto segno "triste" non c'era modo di dire se intendeva con la connotazione di "Che tristezza". Dopo le prime pubblicazioni di Patterson nel 1978, una serie di valutazioni critiche delle sue relazioni sull'utilizzo dei segni nelle grandi scimmie sostenevano che le prove video suggerivano che Koko veniva semplicemente spinta dai segnali inconsci dei suoi allenatori a mostrare segni specifici, in quello che viene comunemente chiamato effetto Hans.

## Intelligenza
Tra il 1972 e il 1977, a Koko sono stati somministrati diversi test del QI infantile, tra cui la Cattell Infant Intelligence Scale e la forma B del Peabody Picture Vocabulary Test. Ha raggiunto punteggi nell'intervallo 70-90, che è paragonabile a un bambino umano che è lento ma non compromesso intellettualmente. Secondo Francine Patterson, tuttavia, è capzioso confrontare il suo QI direttamente con quello di un bambino umano perché i gorilla sviluppano le capacità locomotorie prima degli umani e molti test del QI per i bambini richiedono soprattutto risposte motorie. I gorilla e gli esseri umani maturano a ritmi diversi, quindi usando l'età cronologica di un gorilla per calcolare i risultati del QI in un punteggio non è molto utile a fini comparativi.

## Koko e i gatti
I ricercatori della "Gorilla Foundation" dissero che Koko chiese un gatto per Natale nel 1983. Ron Cohn, un biologo, spiegò al Los Angeles Times che quando le venne regalato un realistico animale di pezza, Koko non era soddisfatta e infatti non ci giocò e continuò a fare il segno "triste". Così nel giorno del suo compleanno, nel luglio 1984, le venne permesso di scegliere un gattino da una cucciolata di gattini abbandonati. Koko scelse un Manx maschio grigio e bianco e lo chiamò "All Ball"; Cohn disse: "Il gatto era un Manx e sembrava una palla, a Koko piace rimare le parole nella lingua dei segni". Penny Patterson, che aveva la custodia di Koko, scrisse che Koko si prendeva cura del gattino come se fosse un piccolo gorilla. I ricercatori dissero che cercò di curare All Ball e fu molto gentile e amorevole con lui. Credevano che l'educazione di Koko al gattino e le abilità acquisite giocando con le bambole sarebbero state d'aiuto nell'apprendimento di Koko su come allevare una prole.
Nel dicembre 1984, All Ball scappò dalla gabbia di Koko e fu investito e ucciso da un'auto. Più tardi, Patterson dichiarò che quando disse a Koko che All Ball è stato ucciso, Koko ha detto con i segni "Male, triste, male" e "Broncio, piangere, broncio, triste". Patterson riferì anche di aver sentito Koko emettere un suono simile al pianto umano.
Nel 1985, a Koko fu permesso di scegliere due nuovi cuccioli da una figliata. Gli animali che scelse li chiamò Lipstick ("Rossetto") e Smoky ("Fumoso") ed erano anche loro dei Manx.
Per festeggiare il suo compleanno nel luglio 2015, a Koko è stata presentata un'altra cucciolata di gattini. Ne prese due e li chiamò Miss Black, un gattino nero e dorato, e Miss Gray, un gattino grigio.